# Église Saint-Laurent-et-Sainte-Élisabeth (Aulzhausen)

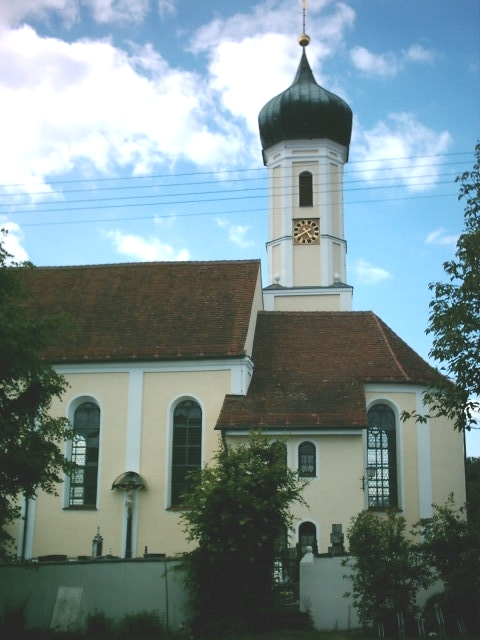
Clocher et chœur de l'église

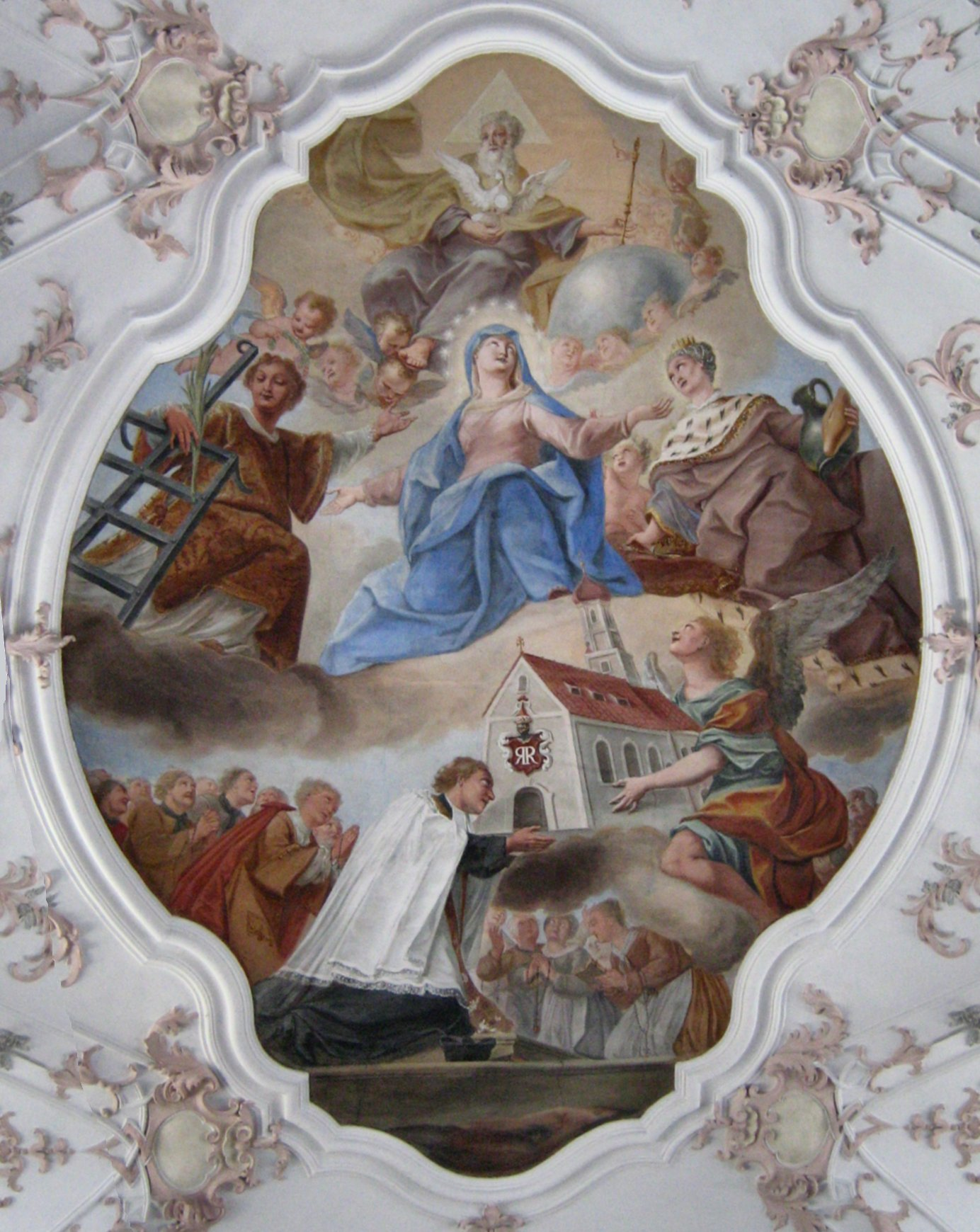
Fresque

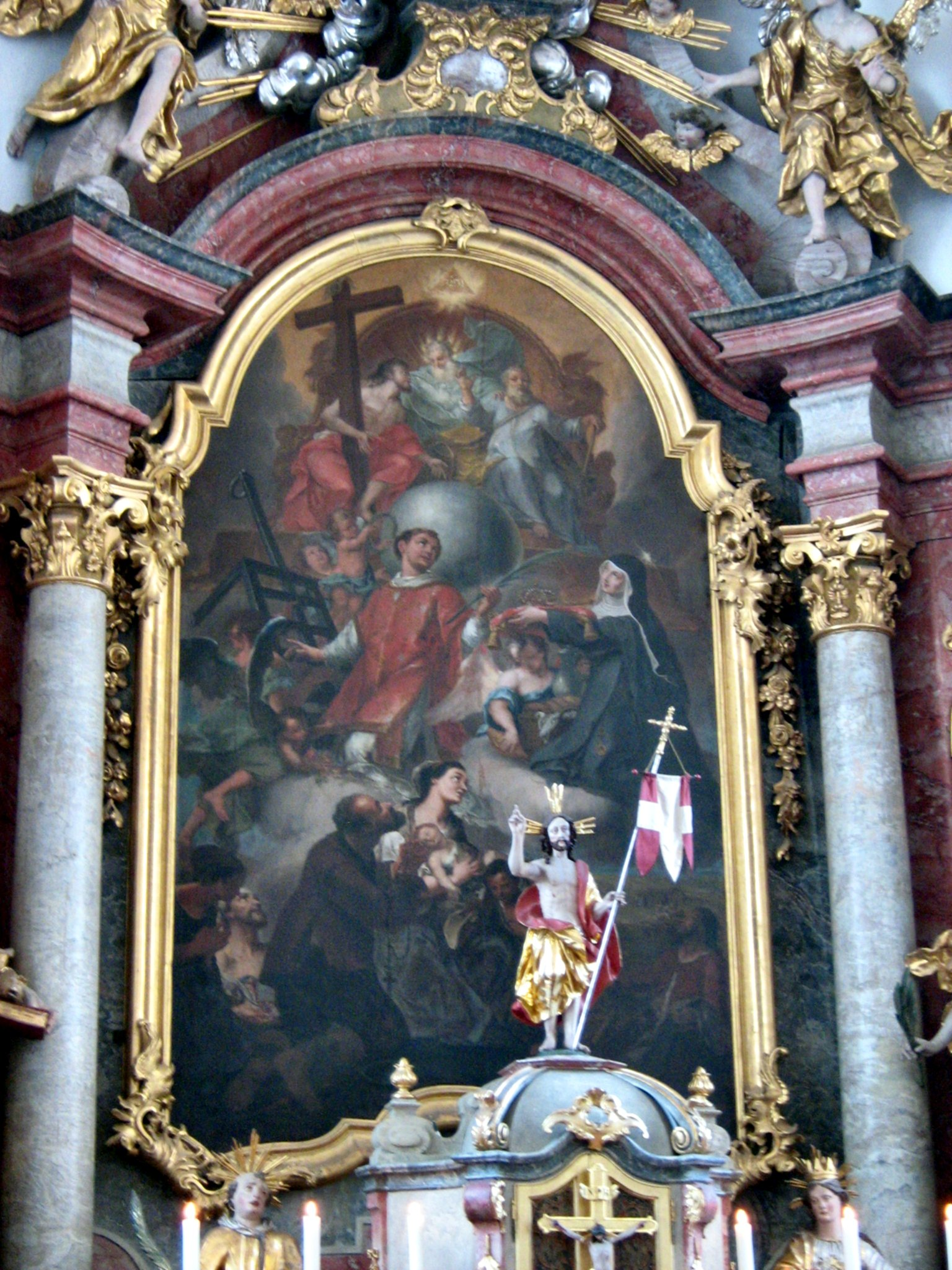
Autel-Image

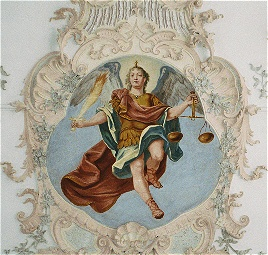
Fresque de l'archange saint Michel par Scheffler

L'église Saint-Laurent-et-Sainte-Élisabeth (Kirche St. Laurentius und Elisabeth) est une église paroissiale catholique d'Aulzhausen en Souabe ( Bavière) dépendant du diocèse d'Augsbourg. Elle est réputée pour son intérieur baroque.

## Architecture
Le fondement quadrangulaire de la tour remonte vraisemblablement au XVe siècle. L'église a été érigée par Philipp Cramer entre 1734 et 1748 et consacrée par Mgr Johann Jakob von Mayr, évêque d'Augsbourg.
L'église à une seule nef possède une structure de lésène. Le chœur à trois côtés est recouvert d'un toit à cinq pans. Le côté nord est surplombé par un clocher octogonal couronné d'un bulbe.

## Intérieur
Le curé Lingg (1683-1752) fait appel à des artistes de renom pour la décoration intérieure: Johann et Ignaz Finsterwalder sont chargés des stucs ; Christoph Thomas Scheffler (élève de Cosmas Damian Asam) des fresques et du tableau du maître-autel ; Dominikus Bergmüller de Türkheim est l'auteur du maître-autel ; Johann Georg Bergmüller des autels latéraux et Johann Georg Dieffenbrunner des fresques sous la tribune.

## Source
- (de) Cet article est partiellement ou en totalité issu de l’article de Wikipédia en allemand intitulé « St. Laurentius und Elisabeth (Aulzhausen) » (voir la liste des auteurs).